# Impugnação
Impugnação é ato de oposição, de contradição, de contestação, refutação, comum no âmbito do Direito. É o conjunto de argumentos com que se impugna alguma ideia. Do latim impugnatio, de impugnare (atacar, combater, contradizer), na prática forense quer exprimir todo ato de repulsa, de contestação, de contradita, praticado contra atos do adversário ou parte contrária, pelos quais se procura anular ou desfazer suas alegações ou pretensões, ou impedir que promova ato processual, demonstrado ou julgado injusto. É, nesse sentido, como em sentido amplo, todo ataque a ato ou alegação de outrem, intentado com o intuito de desfazê-los ou anulá-los. Nesta razão, a impugnação é ato ou ação a que se procede, todas as vezes que alguém não se conforma com o que se está fazendo ou, mesmo, com o que já está feito. Mas, para ser justa e cabível, deve o impugnante mostrar a justeza de sua repulsa ou contrariedade trazida ao ato ou decisão impugnada, e a procedência de seu ato de impugnação. Na prática forense, a impugnação pode objetivar-se de várias maneiras. Pode apresentar-se como contestação, contrariedade, exceções, como pode ser considerada sob a modalidade de recursos, que não passam estes de impugnações aos despachos ou decisões proferidas no processo. Impugnação. Mesmo no sentido da contradita ou contrariedade, quer o vocábulo significar o não reconhecimento de algum ato ou fato, não o considerando assim legítimo ou em conformidade com a verdade.

## Jurisprudência de impugnação ao valor da causa na Vara de Família
No caso das impugnações relacionadas à vara de família, tem-se que o valor da causa deve corresponder ao benefício econômico pretendido pelo autor, conforme se depreende da ementa abaixo:
DES. CAMILO RIBEIRO RULIERE - Julgamento: 13/11/2008 - PRIMEIRA CÂMARA CÍVEL
1ª CÂMARA CÍVEL DO TRIBUNAL DE JUSTIÇA DO ESTADO DO RIO DE JANEIRO - Agravo de Instrumento nº 2008.002.35357 DECISÃO. Trata-se de Agravo de Instrumento interposto por Adriana Maia Nicodemus alvejando decisão interlocutória proferida pelo Juízo de Direito da 1ª Vara de Família da Comarca de Petrópolis que, nos autos da Ação de Reconhecimento e Dissolução de União Estável c/c Partilha de Bens promovida pela agravante em face de Jairo Paula Pessoa, acolheu a impugnação ao valor da causa, fixando-o em R$ 338, 811,00 Predefinição:R$ 338, 811,00. A decisão encontra-se, por cópia, em fl. 22.Relatados, decido: Verifica-se que o artigo 258 do Código de Processo Civil estabelece que o valor da causa corresponderá ao conteúdo econômico pretendido pela autora. No caso, tratando-se de Ação de Reconhecimento e Dissolução de União Estável c/c Partilha de Bens, o valor da causa tem por base o cunho econômico pleiteado, relacionado com a meação dos bens que a agravante visa auferir, R$ 338.811,00, que corresponde à metade dos valores do imóvel constante nas respectivas escrituras de aquisição, bem como metade dos valores dos automóveis e de participação societária. Portanto, correto o valor atribuído à causa na decisão agravada. Assim, com respaldo no artigo 557, do Código de Processo Civil, nego provimento ao Agravo de Instrumento, manifestamente improcedente. Rio de Janeiro, 11 de novembro de 2008. CAMILO RIBEIRO RULIÈRE, Desembargador.